# Landesschulzentrum für Umweltbildung

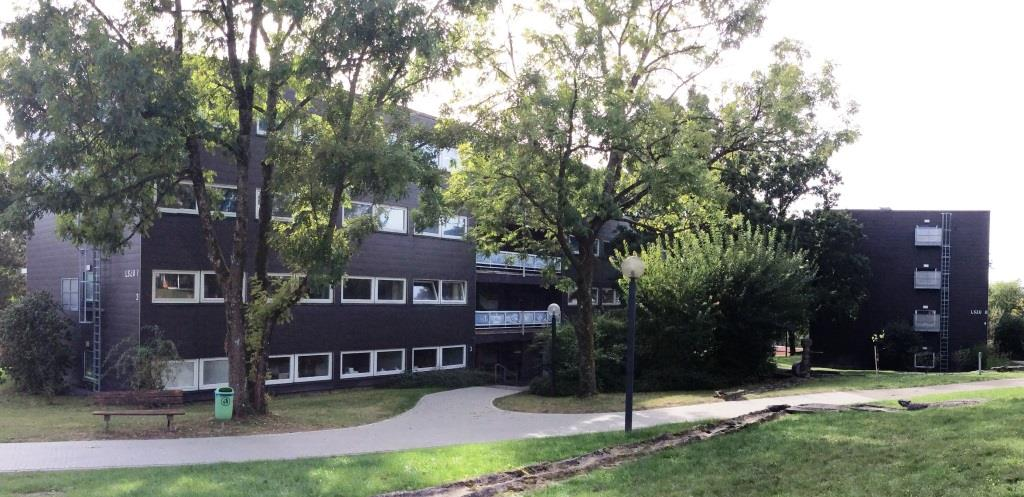
Haupt- und Nebengebäude des LSZU

Das Landesschulzentrum für Umweltbildung (LSZU) liegt auf dem Eckenberg in der nordbadischen Stadt Adelsheim und ist Teil des Eckenberg-Gymnasiums. Direkt an das große Schulgelände grenzt der Eckenberg-Wald, durch den auch zwei Lehrpfade führen. Am LSZU können sich Lehrkräfte sowie Schüler aller Schularten aus Baden-Württemberg mit Themen aus den Bereichen Umweltbildung und Nachhaltigkeit befassen. Das Kursangebot des Landesschulzentrums umfasst Vorbereitungskurse, Forscherwoche und Fortbildungen. Neben einem Biologie-Praktikum und einem Chemielabor stehen den Schulklassen und Lehrkräften eine Lehrküche, eine Fachbibliothek, ein Werkraum sowie ein Regenwaldzimmer zum Arbeiten zur Verfügung. Auf dem großen Gelände befinden sich ein Schulgarten, ein Schulteich, ein Brotbackofen, ein Schafgehege sowie ein Honigbienenstand. Kooperationspartner aus der näheren Umgebung sind unter anderem das Forstamt sowie landwirtschaftliche Betriebe unterschiedlicher Produktionsrichtungen.
Vor Ort kann mit einer Klasse über die alltäglichen, schulischen Gegebenheiten hinaus vertiefend an einem Thema aus dem Bereich der Umweltbildung und Nachhaltigkeit gearbeitet werden (Forscherwoche, ehem. Schülerunterrichtswoche).
Für Lehrer besteht ein Fortbildungsprogramm (z. B. Umweltbildung, Gefahrstoffmanagement, Arbeiten mit Maschinen, Technisches Zeichnen) sowie zum Leitprinzip Bildung für nachhaltige Entwicklung (BNE) des neuen Bildungsplans. Die Angebote und Fortbildungsformen (Vorbereitungskurse, Zentrale Fortbildungen) werden erweitert.